# Болл, Уильям
Уильям Болл (англ. William Ball, встречалось также написание Balle, ок. 1631—1690) — английский астроном.
Уильям был старшим сыном сэра Питера Болла, генерального прокурора при королеве Генриетте, и Энн Кук. Был астрономом-любителем, при этом имел личный двенадцатифутовый телескоп. В 1655 году Уильям вместе с братом Питером наблюдал кольца Сатурна в период, когда кольца поворачивались «ребром» к земным наблюдателям, и в том же году определил скорость вращения Сатурна вокруг своей оси.
В 1660 году Уильям упал с 9-метровой высоты, перенесённая травма драматически сказалась на его здоровье. В 1666 году он ушёл в отставку и удалился в своё имение в графстве Девон. В 1668 году У.Болл женился на Марии Хасси, в браке у них было шестеро детей. Управление поместьем в отдалении от Лондона оставляло Боллу мало времени для научной работы.
Изучив наблюдения Сатурна, выполненные Боллом, его коллега Роберт Морей в 1665 году, отметил, что наблюдалось «не одно круглое тело, охватывающее диск [Сатурна], а два». В середине XIX века некоторые историки науки интерпретировали это замечание таким образом, что Болл открыл щель Кассини в кольцах Сатурна, за десять лет до открытия самого Кассини, и соответственно, правильнее её назвать «щель Болла». Но детальное исследование наблюдений Болла не подтвердило этот факт.
Уильям Болл в 1660 году был в числе основателей Королевского общества и стал первым его казначеем, занимал эту должность до 1663 года.
В его честь назван лунный кратер Болл.